# Sordio
Sordio ist eine norditalienische Gemeinde (comune) mit 3440 Einwohnern (Stand: 31. Dezember 2023) in der Provinz Lodi in der Region Lombardei.

## Geographie
Das Gemeindegebiet umfasst eine Fläche von 2,82 km². Der Ort liegt auf einer Höhe von 85 Metern über dem Meer. Die Nachbargemeinden sind Casalmaiocco, San Zenone al Lambro (MI), Tavazzano con Villavesco und Vizzolo Predabissi (MI). Sordio grenzt an die Provinz Mailand.